# Place Gambetta (Bordeaux)
Pour les articles homonymes, voir Place Gambetta.
La place Gambetta est l'une des principales places de Bordeaux, ville de la Gironde. Avec ses façades ordonnancées, c'est l'un des ensembles architecturaux urbains les plus importants de Bordeaux. La place, anciennement œuvre de l'architecte André Portier, a connu un réaménagement urbain en 2021 par l'équipe d'urbanistes et paysagistes West 8 et Sabine Haristoy.

## Localisation et accès
La place Gambetta est située à l'ouest du centre historique de Bordeaux, à un emplacement qui, à l'époque où est prise la décision de créer la place, se trouve hors des murs de la ville, à proximité de la porte Dijeaux.
L'axe principal traversant la place est celui de la rue Charles Nancel Pénard (en provenance du cours d'Albret) au sud-ouest, et du cours Georges-Clemenceau au nord-est.
La place Gambetta était une plaque tournante très encombrée du transport en commun bordelais, étant autrefois traversée et desservie par 10 lignes de bus avec plus 1 300 bus et 16 000 usagers chaque jour.
Depuis septembre 2015, avec la mise en place du pôle d’échange Gambetta (lignes réparties à proximité sur Gambetta-Mériadeck, rues du Château-d'eau, Georges-Bonnac et Edmond-Michelet), seulement 4 lignes de Transports Bordeaux Métropole (TBM) (2, 5, 15 et 23) passent par la place, réduisant le trafic de 40 %. À proximité, dans la rue Vital-Carles, la ligne B du tramway dessert également la place à la station « Gambetta ».
La place est également desservie par la ligne à destination de Lège-Cap-Ferret (ligne 601) du réseau de cars TransGironde.
Des tunnels ont existé, par le passé, sur la place pour permettre sa traversée piétonne.

## Description
L’élévation des façades de la place suit un plan classique. Le rez-de-chaussée est entièrement consacré au commerce, mis à part quelques portes cochères. Les arcatures, régulières, insèrent un étage d’entresol. Elles sont toutes surmontées d’un mascaron. La pierre d’Aquitaine de ce premier étage est traitée en bossage régulier. Le premier étage est également très dépouillé, percé de fenêtres rectangulaires à meneau et croisillon. On retrouve une sculpture au sommet de chaque fenêtre. Enfin, il y a un deuxième étage, mais à la mansarde. Chaque fenêtre, rectangulaire, est surmontée d’un fronton. La ligne de bris sépare le toit de tuile rouge du parement en ardoise du brisis.

## Origine du nom
Elle doit son nom actuel à Léon Gambetta (1838-1882), homme politique, membre du gouvernement de la défense nationale en 1870, président du Conseil.

## Histoire

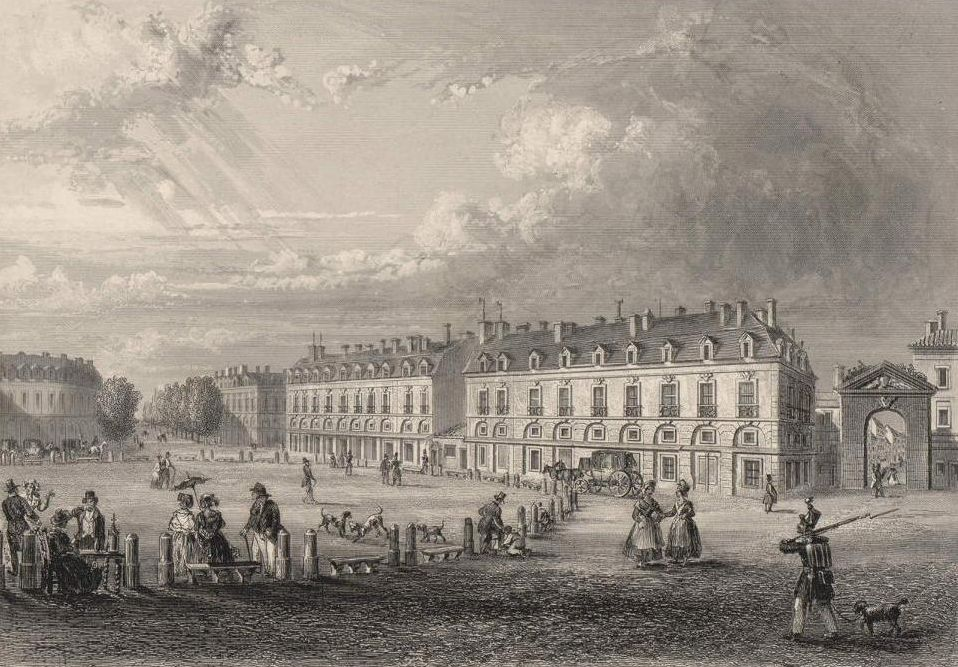
Place Dauphine au XIXe siècle (estampe d'Auguste Bordes ; fond Jules Delpit)

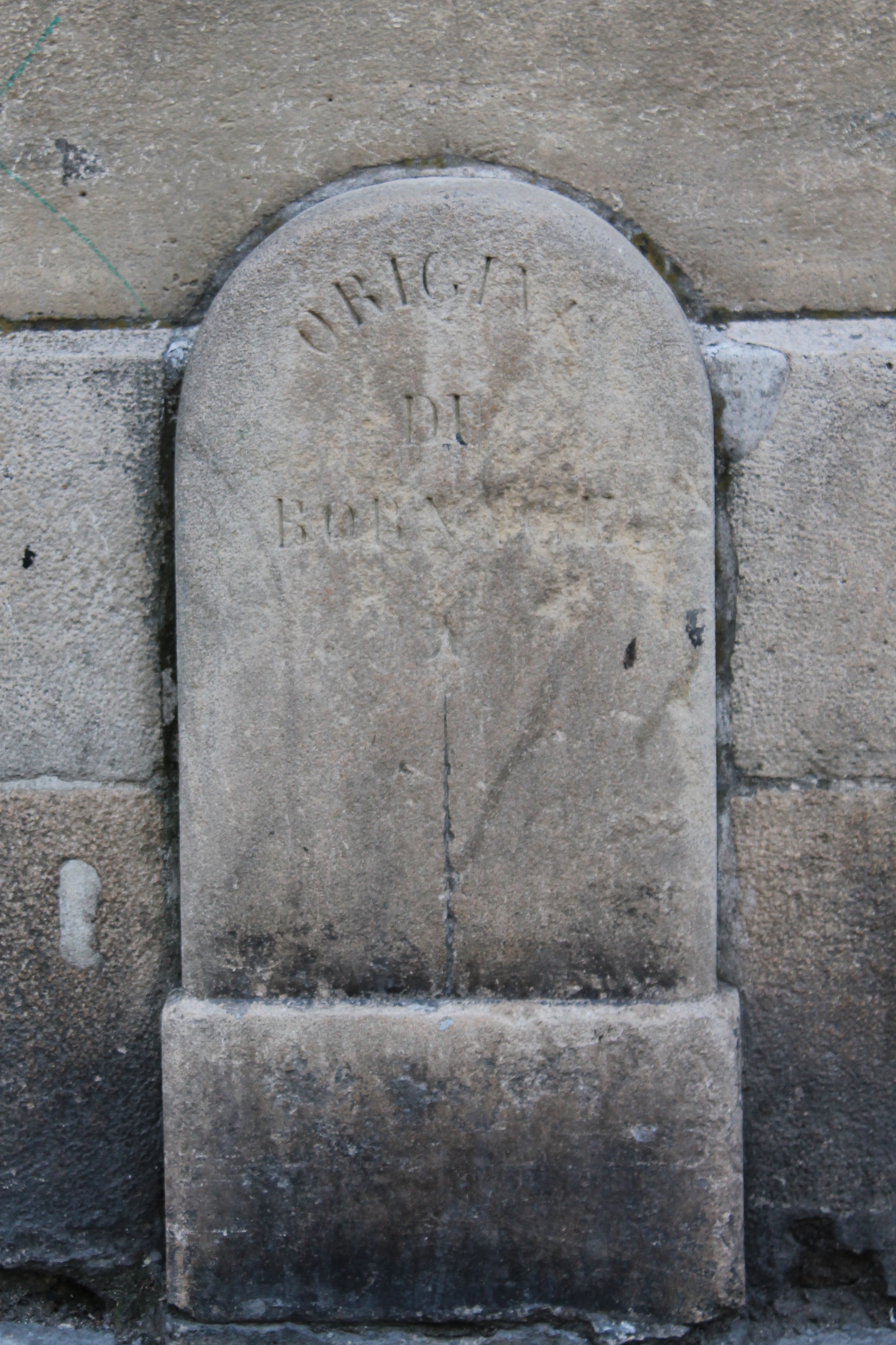
Borne zéro, au no 10

### XVIIIesiècle
Une délibération de la jurade, prise le 4 janvier 1746 à l'initiative du marquis de Tourny, est à l'origine de la création de la place, sur des terrains occupés par quelques échoppes, des jardins et un cimetière rattaché à l'Hôpital Saint-André. Tourny confie alors les plans et dessins de la place à André Portier accompagné de l'architecte Michel Voisin pour la construction. Les travaux ne commencent que 12 ans plus tard, à partir de 1758, pour se terminer en 1770. Le 10 mai 1770, la place est baptisée du nom de place Dauphine, en l'honneur du mariage de celui qui était alors Dauphin de France, Louis XVI, avec Marie-Antoinette, (mais ce nom apparaît déjà sur des plans antérieurs).

#### Place d'exécution sous la Révolution
Durant la Révolution française, la guillotine est utilisée sur cette place. Elle est entreposée dans un bâtiment provisoire qui sera remplacé par le bâtiment actuel, construit en 1857, marquant l'achèvement de la place. Le 17 décembre 1790, elle est rebaptisée place Nationale. Historiquement, les exécutions publiques se déroulaient sur la place devant le palais de l'Ombrière, bien qu'à la fin de l'Ancien régime de plus en plus d'exécution aient été réalisées sur la Place Dauphine.
Après une période d’hésitations due aux différences de vues entre Girondins et Montagnards, sont créés le 18 octobre 1793 les deux institutions qui vont superviser la Terreur à Bordeaux, le "Comité révolutionnaire de surveillance", afin d'identifier et traquer les adversaires de la révolution, ainsi que la "Commission militaire", faisant office de Tribunal.
Ainsi, le « rasoir national » est installé sur la place dans la nuit du 22 au 23 octobre et la première condamnation est prononcée le 23 octobre par Jean-Baptiste-Marie Lacombe, président de la Commission militaire. La terreur fait à Bordeaux 302 morts (260 hommes et 42 femmes). Ironie du sort, lors de la chute de Robespierre, Lacombe est arrêté le 31 juillet, jugé le 14 août par le même Tribunal qu'il avait présidé et exécuté vers 17 heures. Sa tête est mise sur un pique et portée en procession dans toute la ville.

### XIXesiècle
Entre 1811 et 1814, elle est dénommée place du Roi de Rome à l'initiative du maire Jean-Baptiste Lynch en hommage à la naissance du fils de Napoléon 1er, Napoléon II. C'est le 18 janvier 1883 qu'elle prendra son nom actuel, en hommage à Léon Gambetta. À la fin du XIXe siècle, sous la mandature du maire Antoine Gautier, une borne zéro est implantée devant l'immeuble du numéro 10, portant l'inscription « Origine du bornage ». Elle marque l'emplacement du centre de la ville. Cet emplacement avait initialement été prévu pour recevoir une fontaine monumentale, jamais réalisée car l'eau n'avait pu y être amenée.
En 1868, l'architecte Julien Guadet, petit-neveu du député girondin Élie Guadet, établit un projet d'un monument à la mémoire des Girondins pour cette place, qui a été le lieu des dernières exécutions de députés girondins, dont Élie Guadet, et de leurs partisans en 1794. Exposé au Salon de Paris en 1870, le projet ne sera pas réalisé. L'idée sera reprise et concrétisée dans un autre endroit de la ville avec l'élévation entre 1894 et 1902 du Monument aux Girondins.

### XXesiècle
À la Libération de la France, en août 1944, les Forces françaises de l'intérieur (FFI) défilent place Gambetta.
|                           |
| Vue sur la Porte Dijeaux. |

|                          |
| Vue sur le Magasin Vert. |

|                     |
| Centre de la place. |

|                     |
| Centre de la place. |

### XXIesiècle
En 2007, Alain Juppé en visite à Los Angeles observe une signalisation rappelant les jumelages de la ville et décide d'implanter un objet similaire à Bordeaux : un « jalonnement directionnel », installé sur la place en 2008 (retirée depuis le réaménagement de la place), face au no 10.

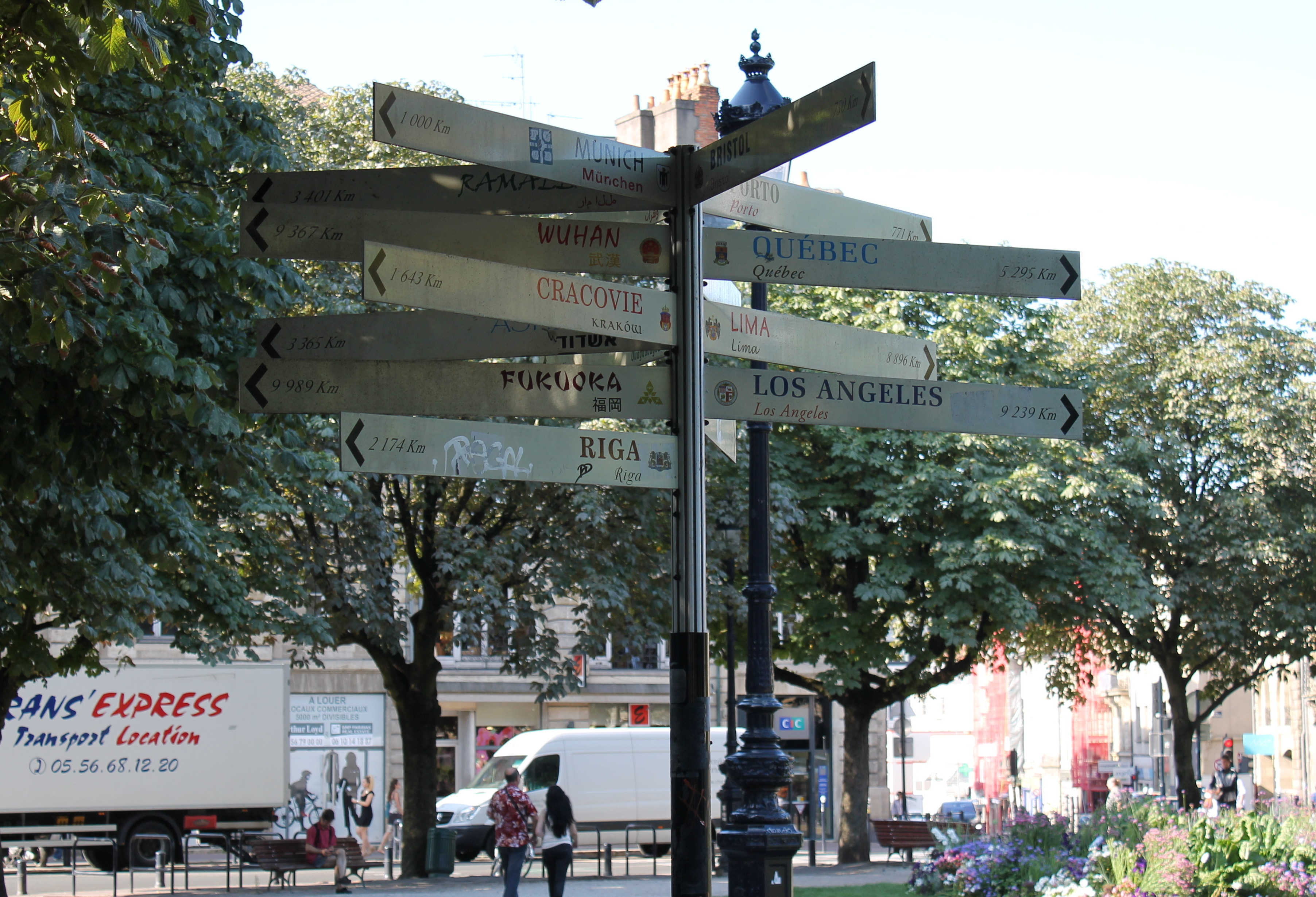
« Jalonnement directionnel », face au no 10 (retiré aujourd'hui).
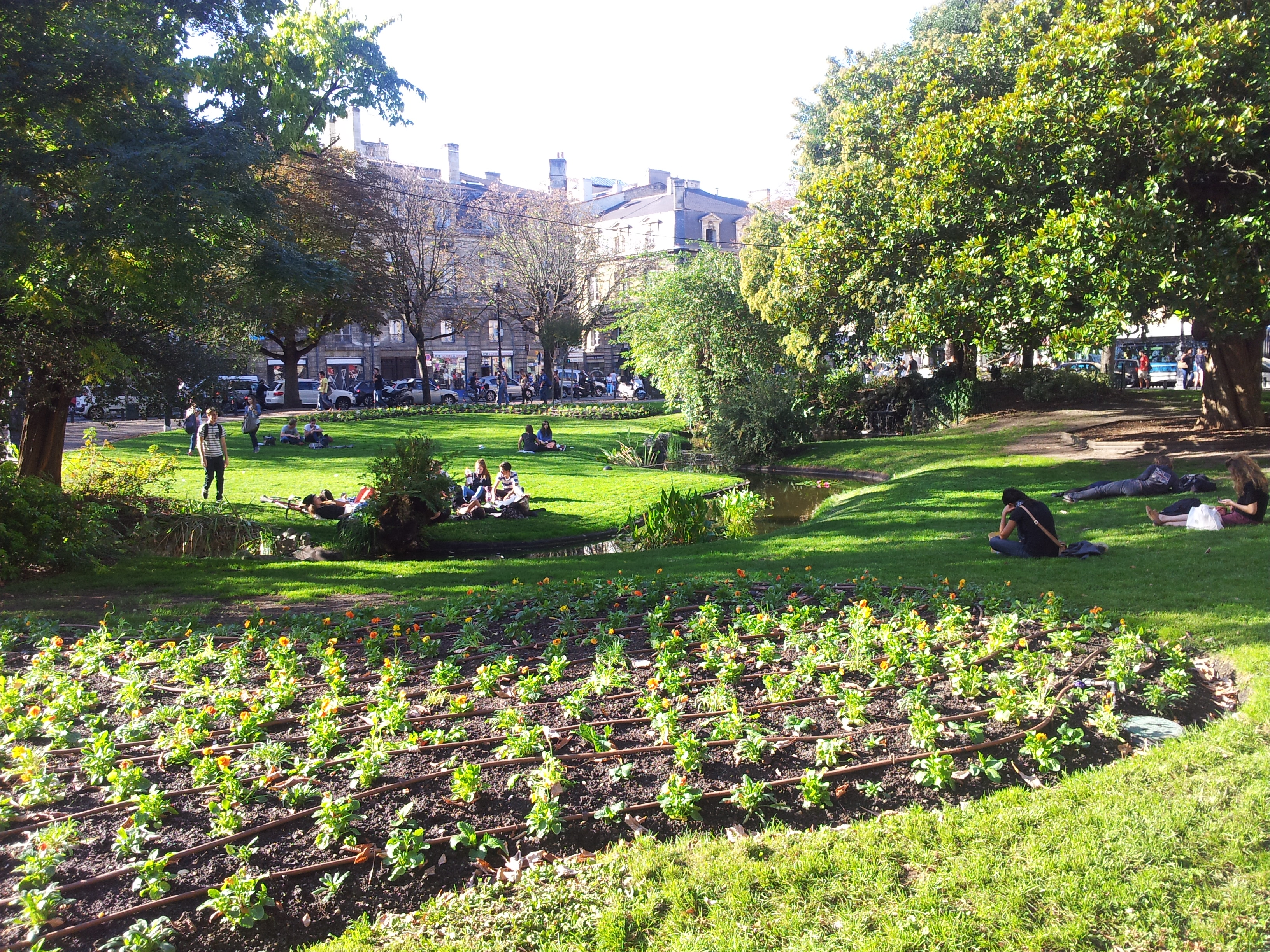
La place en 2014.
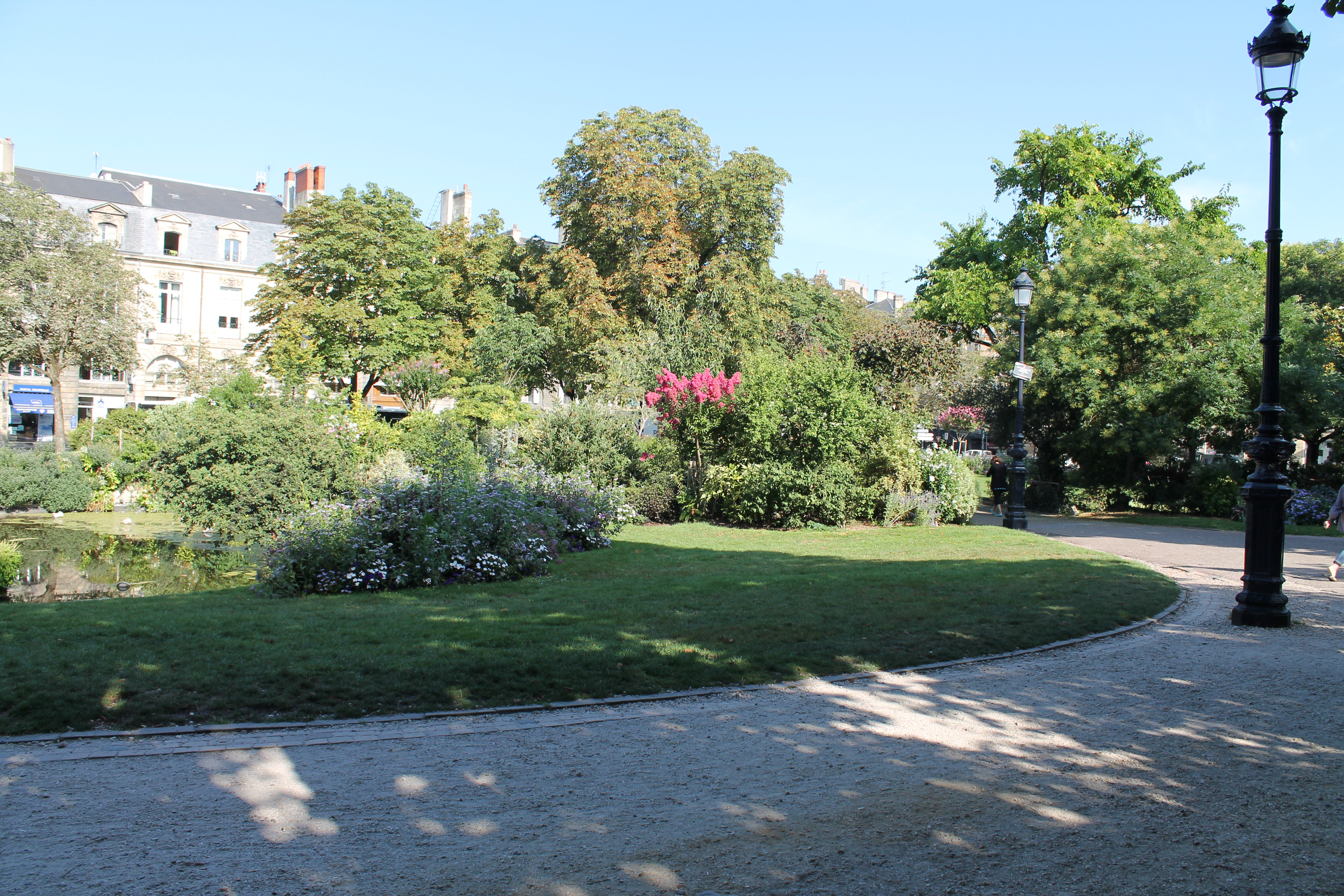

#### Réaménagement
Durant les années 2010, la place fait l'objet d'un projet de réaménagement destiné à en faire une « place-jardin » d'ici à 2020. En 2016, le projet est confié à l'agence néerlandaise West 8 accompagnée de la paysagiste bordelaise Sabine Haristoy,. Les infrastructures voiries et réseaux sont confiées au CETAB, et la réalisation de l'éclairage est elle assurée par l'agence Lyonnaise Les éclaireurs.
Parmi les propositions figurant dans le projet, celle d'abattre une partie des marronniers de la place, rencontre une opposition. 17 arbres seront finalement abattus le 22 novembre 2018 mais le nouvel aménagement compte plus de 73 arbres contre 44 sur l'ancienne place. Autrefois ouverte à la circulation automobile, puis uniquement aux bus, la partie sud et est de la place devient piétonne. Les façades bordant la place reprennent de leur grandeur avec l'installation d'un nouvel éclairage. La place rouvre le 19 février 2021 après 3 années de travaux.

## Jardin central

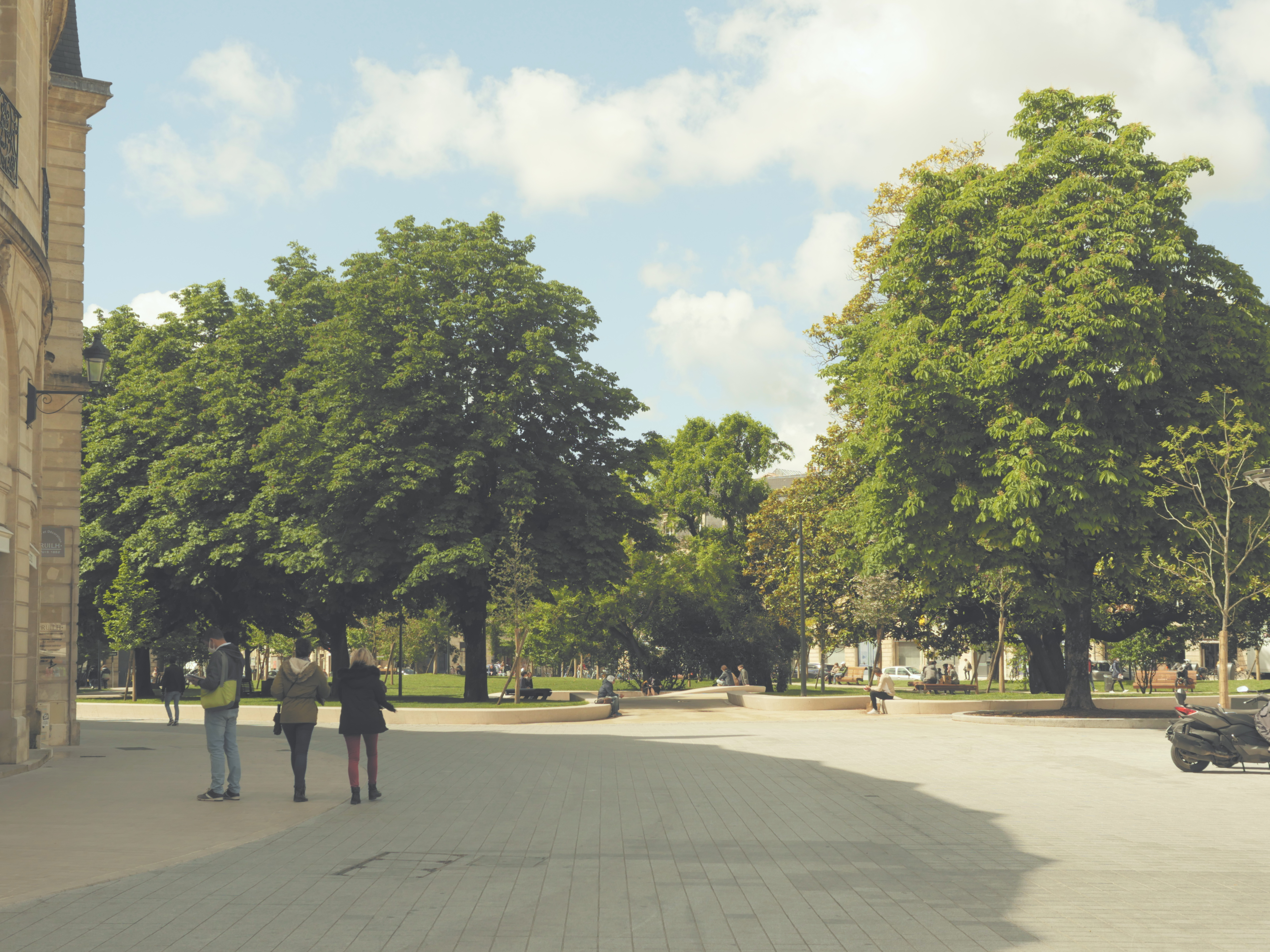
Jardin central de la Place Gambetta.

Précédemment, la Place Gambetta comportait un jardin composé de deux espaces verts et d’un bassin avec des poissons et un petit pont aux bordures en fer forgé, entourés d’un alignement de marronniers.
Dans sa nouvelle mouture la surface de la place consacrée aux espaces verts a augmenté de façon significative et est passée de 2 392 m2 à 3 851 m2.
Le jardin compte aujourd'hui 70 arbres contre 44 dans la version précédente.
L'ancien bassin est remplacé par un espace à double fonction, fontaine avec jets d'eau ou mini miroir d'eau, selon les saisons.

## Architecture
Après la place de la Bourse, celle de Gambetta est l'ensemble architectural urbain classé le plus important de Bordeaux. Elle est entourée d'immeubles de la seconde moitié du XVIIIe siècle, pour la plupart composés d'un rez-de-chaussée et d'un unique étage (un second étant parfois présent), et dont les façades ordonnancées donne une unité et une régularité à la place. Les rez-de-chaussée sont souvent occupés par des commerces. Ils sont très semblables à ceux du haut de la rue de la Liberté de Dijon.
Une grande partie est classée aux Monuments historiques : magasins de commerce, maisons du XVIIIe siècle, aux numéros 1, 2, 3, 4, 5, 6, 7, 8, 9, 10, 11, 12, 12 bis, 13, 13 bis, 14, 14 bis, 14 ter, 15, 16, 17, 18, 19, 20, 21, 22, 24, 25, 26, 28, 29, 30, 32, 33, 34, 35, 36, 37, 38, 39, 40, 41, 42, 43, 44, 45, 46 et 47 de la place Gambetta.
| Monument | Adresse                                   | Coordonnées                        | Notice         | Protection | Date | Illustration               |
| -------- | ----------------------------------------- | ---------------------------------- | -------------- | ---------- | ---- | -------------------------- |
| Maison   | 1 place Gambetta                          | 44° 50′ 30″ nord, 0° 34′ 47″ ouest | « PA00083407 » | Inscrit    | 1927 | Image manquante Téléverser |
| Maison   | 2 place Gambetta                          | 44° 50′ 30″ nord, 0° 34′ 47″ ouest | « PA00083408 » | Inscrit    | 1927 | Maison                     |
| Maison   | 3 place Gambetta                          | 44° 50′ 30″ nord, 0° 34′ 48″ ouest | « PA00083409 » | Inscrit    | 1927 | Image manquante Téléverser |
| Maison   | 4 place Gambetta                          | 44° 50′ 28″ nord, 0° 34′ 46″ ouest | « PA00083410 » | Inscrit    | 1927 | Image manquante Téléverser |
| Maison   | 5 place Gambetta                          | 44° 50′ 29″ nord, 0° 34′ 48″ ouest | « PA00083411 » | Inscrit    | 1927 | Image manquante Téléverser |
| Maison   | 6 place Gambetta                          | 44° 50′ 29″ nord, 0° 34′ 48″ ouest | « PA00083412 » | Inscrit    | 1927 | Image manquante Téléverser |
| Maison   | 7 place Gambetta                          | 44° 50′ 29″ nord, 0° 34′ 48″ ouest | « PA00083413 » | Inscrit    | 1927 | Maison                     |
| Maison   | 8 place Gambetta                          | 44° 50′ 28″ nord, 0° 34′ 48″ ouest | « PA00083414 » | Inscrit    | 1927 | Image manquante Téléverser |
| Maison   | 9 place Gambetta                          | 44° 50′ 28″ nord, 0° 34′ 48″ ouest | « PA00083415 » | Inscrit    | 1927 | Maison                     |
| Maison   | 10 place Gambetta                         | 44° 50′ 28″ nord, 0° 34′ 48″ ouest | « PA00083416 » | Inscrit    | 1927 | Maison                     |
| Maison   | 11 place Gambetta                         | 44° 50′ 28″ nord, 0° 34′ 48″ ouest | « PA00083417 » | Classé     | 1954 | Maison                     |
| Maison   | 12 place Gambetta                         | 44° 50′ 27″ nord, 0° 34′ 48″ ouest | « PA00083418 » | Inscrit    | 1927 | Maison                     |
| Maison   | 12bis place Gambetta                      | 44° 50′ 27″ nord, 0° 34′ 48″ ouest | « PA00083419 » | Classé     | 1954 | Maison                     |
| Maison   | 13 place Gambetta                         | 44° 50′ 27″ nord, 0° 34′ 48″ ouest | « PA00083420 » | Inscrit    | 1927 | Maison                     |
| Maison   | 13bis place Gambetta                      | 44° 50′ 27″ nord, 0° 34′ 48″ ouest | « PA00083421 » | Inscrit    | 1927 | Image manquante Téléverser |
| Maison   | 14 place Gambetta                         | 44° 50′ 26″ nord, 0° 34′ 49″ ouest | « PA00083422 » | Inscrit    | 1927 | Image manquante Téléverser |
| Maison   | 14bis place Gambetta                      | 44° 50′ 26″ nord, 0° 34′ 49″ ouest | « PA00083423 » | Inscrit    | 1927 | Image manquante Téléverser |
| Maison   | 14ter place Gambetta                      | 44° 50′ 26″ nord, 0° 34′ 49″ ouest | « PA00083424 » | Inscrit    | 1927 | Image manquante Téléverser |
| Maison   | 15 place Gambetta                         | 44° 50′ 26″ nord, 0° 34′ 49″ ouest | « PA00083425 » | Inscrit    | 1927 | Image manquante Téléverser |
| Maison   | 16 place Gambetta                         | 44° 50′ 26″ nord, 0° 34′ 49″ ouest | « PA00083426 » | Inscrit    | 1927 | Image manquante Téléverser |
| Maison   | 17 place Gambetta                         | 44° 50′ 26″ nord, 0° 34′ 50″ ouest | « PA00083427 » | Inscrit    | 1927 | Image manquante Téléverser |
| Maison   | 18 place Gambetta 1 rue Bouffard          | 44° 50′ 26″ nord, 0° 34′ 50″ ouest | « PA00083428 » | Inscrit    | 1927 | Image manquante Téléverser |
| Maison   | 19 place Gambetta                         | 44° 50′ 26″ nord, 0° 34′ 50″ ouest | « PA00083429 » | Inscrit    | 1927 | Image manquante Téléverser |
| Maison   | 20 place Gambetta                         | 44° 50′ 26″ nord, 0° 34′ 50″ ouest | « PA00083430 » | Inscrit    | 1927 | Image manquante Téléverser |
| Maison   | 21 place Gambetta 1 rue Dauphine          | 44° 50′ 26″ nord, 0° 34′ 50″ ouest | « PA00083431 » | Inscrit    | 1927 | Image manquante Téléverser |
| Maison   | 22 place Gambetta                         | 44° 50′ 26″ nord, 0° 34′ 52″ ouest | « PA00083432 » | Inscrit    | 1927 | Maison                     |
| Maison   | 24 place Gambetta                         | 44° 50′ 26″ nord, 0° 34′ 52″ ouest | « PA00083433 » | Classé     | 1963 | Image manquante Téléverser |
| Maison   | 25 place Gambetta 1 rue d'Arès            | 44° 50′ 26″ nord, 0° 34′ 52″ ouest | « PA00083434 » | Inscrit    | 1927 | Image manquante Téléverser |
| Maison   | 26 place Gambetta                         | 44° 50′ 26″ nord, 0° 34′ 52″ ouest | « PA00083435 » | Inscrit    | 1927 | Maison                     |
| Maison   | 28 place Gambetta                         | 44° 50′ 27″ nord, 0° 34′ 52″ ouest | « PA00083436 » | Inscrit    | 1927 | Maison                     |
| Maison   | 29 place Gambetta                         | 44° 50′ 27″ nord, 0° 34′ 53″ ouest | « PA00083437 » | Inscrit    | 1927 | Maison                     |
| Maison   | 30 place Gambetta                         | 44° 50′ 28″ nord, 0° 34′ 53″ ouest | « PA00083438 » | Inscrit    | 1927 | Maison                     |
| Maison   | 32 place Gambetta                         | 44° 50′ 28″ nord, 0° 34′ 52″ ouest | « PA00083439 » | Inscrit    | 1927 | Maison                     |
| Maison   | 33 place Gambetta                         | 44° 50′ 28″ nord, 0° 34′ 53″ ouest | « PA00083440 » | Inscrit    | 1927 | Maison                     |
| Maison   | 34 place Gambetta                         | 44° 50′ 29″ nord, 0° 34′ 53″ ouest | « PA00083441 » | Inscrit    | 1927 | Maison                     |
| Maison   | 35 place Gambetta                         | 44° 50′ 29″ nord, 0° 34′ 53″ ouest | « PA00083442 » | Inscrit    | 1927 | Maison                     |
| Maison   | 36 place Gambetta                         | 44° 50′ 29″ nord, 0° 34′ 53″ ouest | « PA00083443 » | Inscrit    | 1927 | Maison                     |
| Maison   | 37 place Gambetta 2 rue Judaïque          | 44° 50′ 30″ nord, 0° 34′ 52″ ouest | « PA00083444 » | Inscrit    | 1927 | Image manquante Téléverser |
| Maison   | 38 place Gambetta 2 rue du Palais-Gallien | 44° 50′ 30″ nord, 0° 34′ 52″ ouest | « PA00083445 » | Inscrit    | 1927 | Image manquante Téléverser |
| Maison   | 39 place Gambetta                         | 44° 50′ 30″ nord, 0° 34′ 51″ ouest | « PA00083446 » | Inscrit    | 1927 | Image manquante Téléverser |
| Maison   | 40 place Gambetta                         | 44° 50′ 30″ nord, 0° 34′ 51″ ouest | « PA00083447 » | Inscrit    | 1927 | Maison                     |
| Maison   | 41 place Gambetta                         | 44° 50′ 30″ nord, 0° 34′ 51″ ouest | « PA00083448 » | Inscrit    | 1927 | Maison                     |
| Maison   | 42 place Gambetta                         | 44° 50′ 30″ nord, 0° 34′ 50″ ouest | « PA00083449 » | Inscrit    | 1927 | Maison                     |
| Maison   | 43 place Gambetta                         | 44° 50′ 30″ nord, 0° 34′ 50″ ouest | « PA00083450 » | Inscrit    | 1927 | Maison                     |
| Maison   | 44 place Gambetta                         | 44° 50′ 30″ nord, 0° 34′ 50″ ouest | « PA00083451 » | Inscrit    | 1927 | Maison                     |
| Maison   | 45 place Gambetta                         | 44° 50′ 30″ nord, 0° 34′ 49″ ouest | « PA00083452 » | Inscrit    | 1927 | Image manquante Téléverser |
| Maison   | 46 place Gambetta                         | 44° 50′ 30″ nord, 0° 34′ 49″ ouest | « PA00083453 » | Inscrit    | 1927 | Maison                     |
| Maison   | 47 place Gambetta                         | 44° 50′ 31″ nord, 0° 34′ 49″ ouest | « PA00083454 » | Inscrit    | 1927 | Maison                     |